# Selección de béisbol de Canadá
La selección Nacional de Canadá es el equipo oficial de este país para representarlos en los eventos internacionales que se realizan por la IBAF.

## Clásico Mundial de Béisbol
Canadá ha competido en las 3 ediciones del Clásico Mundial de Béisbol.
| Récord de Clásico Mundial de Béisbol | Récord de Clásico Mundial de Béisbol | Récord de Clásico Mundial de Béisbol | Récord de Clásico Mundial de Béisbol | Récord de Clásico Mundial de Béisbol | Récord de Clásico Mundial de Béisbol | Récord de Clásico Mundial de Béisbol | Récord de Clásico Mundial de Béisbol |                       | Récord Clasificación  | Récord Clasificación  | Récord Clasificación  | Récord Clasificación  | Récord Clasificación |
| Año                                  | Anfitrión(es)                        | Ronda                                | Posición                             | G                                    | P                                    | RS                                   | RA                                   | Anfitrión             | G                     | P                     | RS                    | RA                    |                      |
| ------------------------------------ | ------------------------------------ | ------------------------------------ | ------------------------------------ | ------------------------------------ | ------------------------------------ | ------------------------------------ | ------------------------------------ | --------------------- | --------------------- | --------------------- | --------------------- | --------------------- | -------------------- |
| 2006                                 | Estados Unidos                       | Ronda 1                              | 9.º                                  | 2                                    | 1                                    | 20                                   | 23                                   | No hubo clasificación | No hubo clasificación | No hubo clasificación | No hubo clasificación | No hubo clasificación |                      |
| 2009                                 | Canadá                               | Ronda 1                              | 13.º                                 | 0                                    | 2                                    | 7                                    | 12                                   | No hubo clasificación | No hubo clasificación | No hubo clasificación | No hubo clasificación | No hubo clasificación |                      |
| 2013                                 | Estados Unidos                       | Ronda 1                              | 12do                                 | 1                                    | 2                                    | 18                                   | 25                                   | Alemania              | 3                     | 0                     | 38                    | 9                     |                      |
| 2017                                 | Clasificado                          | Clasificado                          | Clasificado                          | Clasificado                          | Clasificado                          | Clasificado                          | Clasificado                          |                       |                       |                       |                       |                       |                      |
| Total                                | 4/4                                  |                                      |                                      | 3                                    | 5                                    | 45                                   | 60                                   |                       | 3                     | 0                     | 38                    | 9                     |                      |

### Registro de juegos
| Clásico Mundial de Béisbol 2006 | Clásico Mundial de Béisbol 2006 | Clásico Mundial de Béisbol 2006 | Clásico Mundial de Béisbol 2006 |
| Fecha                           | Lugar                           | Oponente                        | Resultado1                      |
| ------------------------------- | ------------------------------- | ------------------------------- | ------------------------------- |
| 7 de marzo de 2006              | Scottsdale, Arizona             | Sudáfrica                       | 11–8 G                          |
| 8 de marzo de 2006              | Phoenix, Arizona                | Estados Unidos                  | 8–6 G                           |
| 9 de marzo de 2006              | Phoenix, Arizona                | México                          | 9–1 P                           |
| Clásico Mundial de Béisbol 2009 |                                 |                                 |                                 |
| Fecha                           | Lugar                           | Oponente                        | Resultado1                      |
| 7 de marzo de 2009              | Toronto, Canadá                 | Estados Unidos                  | 5–6 P                           |
| 8 de marzo de 2009              | Toronto, Canadá                 | Italia                          | 2–6 P                           |
| Clásico Mundial de Béisbol 2013 |                                 |                                 |                                 |
| Fecha                           | Lugar                           | Oponente                        | Resultado1                      |
| 7 de marzo de 2013              | Scottsdale, Arizona             | Italia                          | 4–14 P (F/8)                    |
| 9 de marzo de 2013              | Phoenix, Arizona                | México                          | 3–10 G                          |
| 10 de marzo de 2013             | Phoenix, Arizona                | Estados Unidos                  | 9–4 P                           |

1 – Las carreras de Canadá son las que se listan primero.

### Edición 2006
Artículo principal: Canadá en el Clásico Mundial de Béisbol 2006
En la primera edición del Clásico Mundial de Béisbol (2006) el conjunto canadiense ocupó el 9° puesto. Le tocó compartir el Grupo B con México, Estados Unidos y Sudáfrica). Quedó eliminado al perder ante los mexicanos, ya que los estadounidenses le ganaron a Sudáfrica, quitándole la oportunidad a Canadá de pasar a la siguiente fase.

### Clásico Mundial de Béisbol 2009
Canadá también compitió en el Clásico Mundial de Béisbol 2009, siendo sede del Grupo C en el Rogers Centre en Toronto. Los canadienses perdieron un partido cerrado contra Estados Unidos por un marcador 6-5 en el primer partido del Grupo C. Canadá fue eliminado del torneo después de perder 6-2 ante Italia favorito. Canadá salió del CMB con un registro de 0-2 y 6.35 carreras permitidas por cada nueve entradas, para asegurar la decimotercera posición global.